# Helen Kevric
Helen Kevric (Stuttgart, 21 de marzo de 2008) es una deportista alemana que compite en gimnasia artística.
Ganó una medalla de plata en el Campeonato Europeo de Gimnasia Artística de 2025, en la prueba por equipos. Participó en los Juegos Olímpicos de París 2024, ocupando el sexto lugar en las barras asimétricas.

## Palmarés internacional
| Campeonato Europeo | Campeonato Europeo | Campeonato Europeo | Campeonato Europeo   |
| Año                | Lugar              | Medalla            | Prueba               |
| ------------------ | ------------------ | ------------------ | -------------------- |
| 2025               | Leipzig (Alemania) | Medalla de plata   | Concurso por equipos |